# WUSA (film)
WUSA is een Amerikaanse dramafilm uit 1970 onder regie van Stuart Rosenberg.

## Verhaal
De cynische Rheinhardt krijgt een baan als omroeper bij een ultrarechts radiostation in New Orleans. Hij verspreidt de reactionaire boodschap van de zender, hoewel hij er zelf niet achter staat. Wanneer de zaken uit de hand beginnen te lopen, moet hij een standpunt innemen.

## Rolverdeling
| Acteur               | Personage       |
| -------------------- | --------------- |
| Paul Newman          | Rheinhardt      |
| Joanne Woodward      | Geraldine       |
| Anthony Perkins      | Rainey          |
| Laurence Harvey      | Farley          |
| Pat Hingle           | Bingamon        |
| Don Gordon           | Bogdanovich     |
| Michael Anderson jr. | Marvin          |
| Leigh French         | Meisje          |
| Bruce Cabot          | King Wolyoe     |
| Cloris Leachman      | Philomene       |
| Moses Gunn           | Clotho          |
| Wayne Rogers         | Minter          |
| Robert Quarry        | Noonan          |
| Skip Young           | Jimmy Snipe     |
| B.J. Mason           | Roosevelt Berry |